# Леоне (денежная единица)
Лео́не (англ. Sierra Leonean leone) — национальная валюта Сьерра-Леоне, состоящая из 100 центов.

## История
В колониальный период выпуск единой валюты британской Западной Африки — западноафриканского фунта — осуществлял созданный в 1913 году в Лондоне Валютный совет Западной Африки. Фунт продолжал использоваться в обращении и после провозглашения в 1961 году независимости Сьерра-Леоне.
27 марта 1963 года учреждён Банк Сьерра-Леоне. 4 августа 1964 банк начал операции и эмиссию новой денежной единицы — леоне, обмен производился: 1 фунт = 2 леоне. Западноафриканские фунты постепенно изымались из обращения и с 4 февраля 1966 года утратили силу законного платёжного средства. Золотое содержание леоне было установлено в 1,24414 г чистого золота, курс фунту стерлингов — 0,5 фунта за 1 леоне, к доллару США — 1,40 доллара за 1 леоне. Леоне входил в число валют стерлинговой зоны.
В ноябре 1967 года, после девальвации фунта стерлингов, был девальвирован и леоне. Его золотое содержание было снижено до 1,06641 г чистого золота, курс к доллару США составил 1,20 доллара за 1 леоне. В декабре 1971 года, после девальвации доллара США, курс леоне повысился до 1,30286 доллара за 1 леоне.
После установления в июне 1972 года плавающего курса фунта стерлингов паритетное соотношение 1 фунт = 2 леоне было сохранено до ноября 1978 года, затем до декабря 1982 года действовало соотношение к СДР: 1, 36693 леоне = 1 СДР.
17 декабря 1982 года курс леоне был установлен официальный курс леоне: 1,257 леоне за 1 доллар США. Одновременно с официальным существовал курс коммерческого рынка, первоначально составлявший 2,30 леоне за 1 доллар. С 1 января 1983 года по февраль 1985 года действовал единый курс — 2,50 леоне за доллар. 21 февраля 1986 года курс леоне к доллару был установлен в соотношении: 6 леоне = 1 доллар США, но вскоре, 27 июня 1986 года, был установлен свободно колеблющийся курс к доллару. В мае 1987 года этот курс составлял уже 45,80 леоне за 1 доллар.
Череда военных переворотов и гражданская война 1991—2002 годов усилили рост инфляции и обесценение леоне.
1 июля 2022 года в стране была проведена деноминация в соотношении 1:1000 старых леоне. Теперь в обращение поступили новые банкноты номиналом в 1, 2, 5, 10 и 20 леоне. Старые банкноты будут ходить параллельно с новыми до 30 сентября, а обменять на новые можно до 15 ноября текущего года .

## Монеты

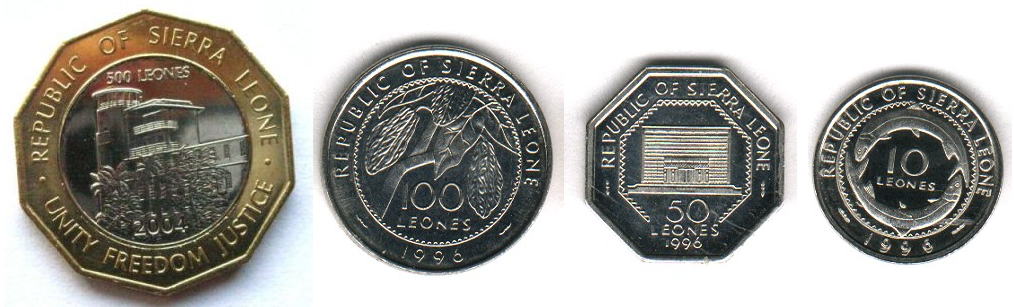
Монеты Сьерра-Леоне

Выпуск монет начался в 1964 году. Первый выпуск состоял из монет номиналом в 1/2, 1, 5, 10, 20 центов и 1 леоне. На всех монетах было помещено изображение Милтона Маргаи. В 1972 году была выпущена монета в 50 центов с портретом Сиака Стивенса, затем его протрет начал помещаться и на монетах других номиналов. В 1976 году была выпущена монета в 2 леоне, в 1984 году — последний выпуск монет в центах. В 1987 году произошло очередное изменение портрета на монетах, на этот раз стал изображаться Джозеф Сайду Момо.
С 1989 по 1995 год монеты для обращения не чеканились. В 1996 году выпуск монет возобновлён, выпущены монеты в 10, 50 и 100 леоне, в 2003 — 20 леоне, в 2004—500 леоне. На новых монетах нет портретов современных политических деятелей.
| Изображение | Номинал   | Материал                    | Диаметр (мм) | Толщина (мм) | Масса (г) | Гурт     | Аверс        | Годы выпуска |
| ----------- | --------- | --------------------------- | ------------ | ------------ | --------- | -------- | ------------ | ------------ |
|             | 10 леоне  | сталь, плак. никелем        | 18           | 1,47         | 2,5       | гладкий  | Мамми Йко    | 1996         |
|             | 20 леоне  | Cu+Ni                       | 21,7         | н/д          | 3,92      | гладкий  | шимпанзе     | 2003         |
|             | 50 леоне  | сталь, плак. никелем        | 20           | 1,25         | 2,5       | гладкий  | Генри Бостон | 1996         |
|             | 100 леоне | сталь, плак. никелем        | 22           | 1,5          | 4,45      | рубчатый | Наимбанна II | 1996         |
|             | 500 леоне | кольцо: латунь центр: сталь | 24           | н/д          | 7,2       | гладкий  | Кай Лондо    | 2004         |

## Банкноты
Выпуск банкнот в леоне был начат в 1964 году, первый выпуск состоял из банкнот в 1, 2 и 5 леоне.
Банкноты второго выпуска, 1970—1980-х годов, имели большее количество номиналов — 50 центов, 1, 2 и 5 леоне, в 1980 году была выпущена также банкнота в 10 леоне. На банкнотах второго выпуска был помещён портрет Сиака Стивенса. Его портрет был помещён также и на выпущенной в 1980 году серии памятных банкнот (50 центов, 1, 2, 5 и 10 леоне), посвящённых конференции Организации африканского единства в Фритауне. В 1982 году была выпущена банкнота в 20 леоне, с видоизменённым портретом Сиака Стивенса.
В 1988 году начат выпуск новых банкнот, с портретом Джозефа Сайду Момо, номиналом в 10, 20, 50 и 100 леоне, а в 1991 году — 500 леоне.
С 1993 года начат выпуск банкнот, на которых уже не изображаются портреты современных политических деятелей. Были выпущены банкноты в 1000 и 5000 леоне, в 1995 году — 500 леоне, в 2000 году — 2000 леоне. В 2002 году выпущены модифицированные банкноты в 1000, 2000 и 5000 леоне, в 2004 году — банкноты в 10 000 леоне.
В 2010 году были выпущены модифицированные банкноты образца 2010 года, уменьшенного размера — 1000, 2000, 5000 и 10 000 леоне. Банкноты всех предыдущих выпусков выведены из обращения.
| Серия 2010 года | Серия 2010 года | Серия 2010 года | Серия 2010 года    | Серия 2010 года                   | Серия 2010 года                      | Серия 2010 года |
| Изображение     | Номинал (леоне) | Размеры (мм)    | Основные цвета     | Описание                          | Описание                             | Годы печати     |
| Изображение     | Номинал (леоне) | Размеры (мм)    | Основные цвета     | Лицевая сторона                   | Оборотная сторона                    | Годы печати     |
| --------------- | --------------- | --------------- | ------------------ | --------------------------------- | ------------------------------------ | --------------- |
|                 | 1000            | 135×67          | красный голубой    | портрет Баи Буре                  | спутниковая антенна                  | 2010 2013       |
|                 | 2000            | 140×69          | коричневый голубой | портрет Исаака Уоллес-Джонсона    | здание банка Сьерра-Леоне в Фритауне | 2010 2013       |
|                 | 5000            | 145×71          | фиолетовый голубой | портрет Пье Сенгбе                | ГЭС в Бумбуне                        | 2010 2013 2015  |
|                 | 10 000          | 153×73          | зелёный голубой    | голубь, карта и флаг Сьерра-Леоне | тополь на фоне пейзажа               | 2010 2013 2015  |